# Pamela Salem
Pour les articles homonymes, voir Salem.
Pamela Salem est une actrice britannique née à Bombay (Raj britannique) le 22 janvier 1944 et morte le 21 février 2024 à Surfside (Floride). Elle a une carrière de comédienne de théâtre, puis joue dans des films à succès comme Jamais plus jamais (1983), La grande attaque du train d'or (1979) ou Ni dieux ni démons (1998) et également dans plusieurs séries télévisées britanniques et américaines. Elle est aussi productrice et narratrice pour des dramatiques en audio.

## Biographie
Pamela Salem naît en Inde d'un père juif et d'une mère sri-lankaise. Elle est élevée en Inde puis en Angleterre. Elle est la sœur de la poétesse et marionnettiste Gillie Robic.
En Angleterre, Pamela se forme à la Central School of Speech and Drama à l'Embassy Theatre à Swiss Cottage, au nord de Londres, dans le district de Camden. Elle se forme également en Allemagne à l’université de Heidelberg, en Bade-Wurtemberg, et qui est la plus ancienne université allemande.
Elle entame sa carrière artistique dans le théâtre classique à York et Chesterfield, en Angleterre.
Pour la série Doctor who, elle est désignée « meilleure actrice dans un second rôle » de l'année (1963) par les lecteurs du Docteur Who Magazine. Plus tard, elle se présente pour y interpréter Leela, la nouvelle compagne du docteur, dans The Face of Evil (1977). Las, le rôle est allé à Louise Jameson, mais Pamela Salem reçoit un rôle plus important dans l’épisode suivant, The Robots of Death (1977): le rôle de Toos. Elle apparaît ensuite dans un autre des épisodes les plus populaires de la série, Remembrance of the Daleks (1988), dans le rôle de la professeure Rachel Jensen. Elle reprend ce même rôle pour l’adaptation de la série en drame audio sous licence officielle de Big Finish Productions Counter Measures. Pamela Salem apparaît encore dans les séries britanniques Buccaneer (en), French Fields et dans le soap opera, EastEnders.
Au cinéma, en 1983, elle joue le rôle de la secrétaire de James Bond, Miss Moneypenny, dans le film « non officiel » Never Say Never Again, avec Sean Connery. On peut aussi la voir dans Salomé (1986) et April's Shower.
Salem interprète le personnage de Belor, la sorcière maléfique dans la série fantastique pour enfants des années 1980, Into the Labyrinth.
Son déménagement à Los Angeles dans les années 1990, puis à Miami, oriente sa carrière vers des séries télévisées américaines très populaires, telles que, en 1994 Urgences (ER), À la Maison Blanche (The West Wing) en 1996, et Big Love.
Elle entame aussi une carrière de co-scénariste et de productrice de productions radiophoniques et théâtrales avec son mari Michael O'Hagan. Elle assure également la voix de la Reine, pour le doublage anglais de Hellsing Ultimate OVA IV, un anime de manga (2008).
Pamela Salem dispose d’un site internet personnel. Elle est convertie au catholicisme et demeure à Surfside en Floride où elle est mariée à l'acteur irlandais Michael O'Hagan, jusqu'à sa mort à 77 ans, le 1er novembre 2017. Après une carrière artistique d’un demi-siècle, elle meurt à son tour à son domicile de Floride, à l’âge de 80 ans.

## Filmographie partielle
- 1979 : La Grande Attaque du train d'or : Emily Trent
- 1983 : Jamais plus jamais : Miss Moneypenny
- 1984 : Les Tripodes : Comtesse de Ricordeau
- 1986 : Salomé de Claude d'Anna : Erodiade
- 1988 : Doctor Who : épisode Remembrance of the Daleks : Dr Rachel Jensen
- 1998 : Ni dieux ni démons : Sarah Whale
- Succubus de Patrick Dromgoole
- The Bitch de Gerry O’Hara
- The Book of Eve de Claude Fournier
- The Raffle Ticket de Domenika Wacklawiak
- 2008 : A Necessary Death de Daniel Stamm
- After Darkness de Jean-Claude Othenin-Girard